# Сизов, Геннадий Фёдорович
Геннадий Фёдорович Сизов (23 января [5 февраля] 1903, Жилино, Костромская губерния — 14 декабря 1991, Москва) — советский государственный и партийный деятель, председатель Центральной ревизионной комиссии КПСС (8 апреля 1966 — 25 февраля 1986).

## Биография
Геннадий Фёдорович Сизов родился 23 января (5 февраля) 1903 года в крестьянской семье в деревне Жилино Гридинской волости Костромского уезда Костромской губернии, ныне деревня входит в Шолоховское сельское поселение Красносельского района Костромской области.
До 1922 года работал в хозяйстве отца.
В 1922—1925 гг. — слушатель рабочего факультета (Кострома).
В 1925—1926 гг. служил в Рабоче-крестьянской Красной Армии.
С 1926 года член ВКП(б), в 1952 году партия переименована в КПСС.
В 1930—1933 гг. после окончания сельскохозяйственной академии имени К. А. Тимирязева работал заведующим факультетом, а затем директором института молочного скотоводства в Москве,
В 1933 г. был мобилизован ЦК ВКП(б) на курсы директоров совхозов,
В 1933—1941 гг. работал в Западно-Сибирском крае (на территории современных Алтайского края и Новосибирской области) директором животноводческого совхоза, начальником отдела треста совхозов, начальником группы молочных совхозов, заместителем начальника управления совхозов, директором треста животноводческих совхозов, заместителем заведующего сельскохозяйственным отделом Новосибирского обкома ВКП(б), начальником Новосибирского областного земельного отдела. Неоднократно избирался депутатом Новосибирского областного Совета депутатов трудящихся.
С 10 июля 1941 года участвовал в Великой Отечественной войне. Воевал на Волховском фронте. Ранен и контужен 22 мая 1942 года в районе М. Бор. Затем служил старшим помощником начальника отдела связи штаба 6-го гвардейского стрелкового корпуса Юго-Западного фронта, затем 3-го Украинского фронта, а после окончания войны в Южной группы войск. Окончил военную службу в 1947 году в должности старшего помощника начальника связи 6-го стрелкового гвардейского корпуса.
В 1947—1949 гг. — директор Челябинского треста молочных совхозов,
В 1949—1951 гг. — директор Курганского треста зерновых и животноводческих совхозов,
В 1951—1952 гг. — заведующий сельскохозяйственным отделом Курганского обкома ВКП(б),
В апрель 1952 — март 1954 гг. — второй секретарь Курганского обкома КПСС,
В 1953—1954 гг. — член исполнительного комитета Курганского областного Совета депутатов трудящихся,
В март 1954 — март 1955 гг. — председатель исполнительного комитета Курганского областного Совета депутатов трудящихся IV созыва,
2 апреля 1955 года избран первым секретарём Курганского обкома КПСС и пробыл в этой должности до 14 апреля 1966 года (в 1963—1964 годах избирался первым секретарём Курганского сельского обкома КПСС).
Возглавляя Курганскую область, Геннадий Фёдорович проявил себя опытным партийным и советским работником, внёс большой вклад в развитие народного хозяйства, экономики и культуры Зауралья. 30 октября 1959 года Указом Президиума Верховного Совета СССР за выдающиеся успехи в деле увеличения производства зерна и успешное выполнение обязательств по продаже государству хлеба Курганская область была награждена орденом Ленина.
В 8 апреля 1966 года избран председателем Центральной ревизионной комиссии КПСС и председателем Комиссии по установлению персональных пенсий при Совете Министров СССР.
10 апреля 1984 года — 25 февраля 1986 года председатель Бюро Центральной Ревизионной Комиссии КПСС.
С февраля 1986 года на пенсии.
- Делегат XX, XXI, XXII, XXIII, XXIV, XXV, XXVI и XXVII съездов КПСС.
- С 25 февраля 1956 года по 16 ноября 1964 года кандидат в члены ЦК КПСС.
- С 16 ноября 1964 года по 29 марта 1966 года член ЦК КПСС[3].
- Член Центральной ревизионной комиссии КПСС (1966—1989).
- Избирался депутатом Верховного Совета РСФСР IV созыва.
- Избирался депутатом Верховного Совета СССР V—XI созывов по Шумихинскому избирательному округу.

С 1950 г. восемь раз избирался депутатом Курганского областного Совета депутатов трудящихся (1950, 1953, 1955, 1957, 1959, 1961, 1963, 1965 гг.), а также депутатом Курганского городского Совета депутатов трудящихся (1961 г.).
Геннадий Фёдорович Сизов скончался 14 декабря 1991 года в Москве. Похоронен на Троекуровском кладбище (2 уч.).

## Семья
Жена Антонина Васильевна (1913—2006)

## Награды и звания
- Орден Ленина — трижды (1963, 1983, ?[5])
- Орден Октябрьской Революции (1973)
- Орден Отечественной войны I-й степени — дважды (7 сентября 1944[6], 6 апреля 1985[7])
- Орден Отечественной войны II-й степени (29 января 1943[8])
- Орден Трудового Красного Знамени — трижды (1957, 1966, 20.01.1978)
- Орден Красной Звезды (3 апреля 1944[9])
- Участник Всесоюзной сельскохозяйственной выставки
- медали, в том числе
  - Юбилейная медаль «За доблестный труд. В ознаменование 100-летия со дня рождения Владимира Ильича Ленина» (1970)
  - Юбилейная медаль «Двадцать лет Победы в Великой Отечественной войне 1941—1945 гг.» (1965)
  - Юбилейная медаль «Тридцать лет Победы в Великой Отечественной войне 1941—1945 гг.» (1975)
  - Юбилейная медаль «Сорок лет Победы в Великой Отечественной войне 1941—1945 гг.» (1985)
  - Медаль «За освоение целинных земель» (1957)
- Большая золотая медаль ВСХВ СССР «За успехи в социалистическом сельском хозяйстве» (1955)
- Большая золотая медаль ВДНХ СССР «За успехи в народном хозяйстве СССР» (1960)
- звание «Почётный гражданин города Кургана» (21 июля 1982), за большой вклад в экономическое и социальное развитие Кургана[10].

## Труды
- Сизов, Г. Ф. Курганцы в битве за хлеб. 100 пудов зерновых с гектара по области. — М.: Изд-во М-ва сел. хозяйства РСФСР, 1959. — 32 с. — 15 000 экз.[11]
- Сизов, Г. Ф. Инициатива и самодеятельность в партийной работе. — М.: Сов. Россия, 1961. — 80 с. — 8000 экз.[12]
- Сизов, Г. Ф. В борьбе за высокую культуру земледелия. — М.: Сов. Россия, 1964. — 72 с. — 28 700 экз.[13]
- Сизов, Г. Ф. Некоторые вопросы ревизионной работы в партийных организациях. — М.: Политиздат, 1984. — 192 с. — 75 000 экз.[14]